# Hockey Bassano 1981-1982
Questa voce raccoglie le informazioni riguardanti l'Hockey Bassano nelle competizioni ufficiali della stagione 1981-1982.

## Maglie e sponsor
Lo sponsor ufficiale per la stagione 1981-1982 fu la concessionaria Ford Car di Bassano.
| 1ª divisa |

## Rosa
| N° | Naz.              | Ruolo    | Sportivo          |  |  |  |
| -- | ----------------- | -------- | ----------------- |  |  |  |
|    | Italia (bandiera) | Esterno  | Sandro Borgo      |  |  |  |
|    | Italia (bandiera) | Esterno  | Claudio Fietta    |  |  |  |
|    | Italia (bandiera) | Portiere | Gianni Galliotto  |  |  |  |
|    | Italia (bandiera) | Esterno  | Michele Marangoni |  |  |  |
|    | Italia (bandiera) | Esterno  | Paolo Marchesini  |  |  |  |
|    | Italia (bandiera) | Esterno  | Franco Milani     |  |  |  |
|    | Italia (bandiera) | Esterno  | Piraffo           |  |  |  |
|    | Italia (bandiera) | Esterno  | Mario Saccardo    |  |  |  |
|    | Italia (bandiera) | Esterno  | Maurizio Scuccato |  |  |  |
|    | Italia (bandiera) | Esterno  | Franco Vanzo      |  |  |  |

### Libri
- Gianfranco Capra e Mario Scendrate, Hockey su pista in Italia e nel mondo, Novara, Casa Editrice S.E.N., settembre 1984,  pp. 130-131.
- Hockey Breganze, Hockey Breganze 40º 1961 2001, Breganze (VI), Carraradv (progetto grafico di Sergio Carrara), stampa Artigrafiche Urbani Sandrigo, luglio 2001.

### Giornali
- La Gazzetta dello Sport, conservata microfilmato presso.
  - Biblioteca Nazionale Braidense di Milano, presso MediaTeca Santa Teresa, via Moscova 28 a Milano;
  - Biblioteca Nazionale Centrale di Firenze;
  - Biblioteca Nazionale Centrale di Roma;
  - Biblioteca Civica Berio di Genova;
  - e presso Emeroteca del C.O.N.I. di Roma (non è online ma è da consultare in sede).
- Il Cittadino di Monza e Brianza, che ha sempre pubblicato i risultati nell'edizione del giovedì. Giornale conservato microfilmato presso la Biblioteca Nazionale Braidense di Milano e la Biblioteca Comunale di Monza.